# Juan Pablo Sorín
Juan Pablo Sorín (Buenos Aires, 5 mei 1976) is een Argentijns voormalig voetballer, die als een aanvallend ingestelde linksback speelde voor onder andere Juventus, FC Barcelona en Villarreal. Zijn carrière begon in het seizoen 1994/95 bij Argentinos Juniors en duurde tot 28 juli 2009, toen hij voornamelijk vanwege aanhoudende blessures zijn contract inleverde en stopte met voetbal. Sorín is een van de weinige spelers die zowel de Copa Libertadores als de UEFA Champions League wist te winnen.

## Clubvoetbal
Sorín begon zijn profloopbaan in het seizoen 1994/1995 bij Argentinos Juniors. Al na één seizoen maakte hij de overstap naar de Italiaanse topclub Juventus. Daar kwam Sorín echter nauwelijks aan spelen toe en in 1996 keerde hij terug naar Argentinië om voor River Plate te gaan spelen. Bij deze club won de verdediger vier landstitels (Apertura 1996, Clausura 1997, Apertura 1997, Apertura 1999) en de Copa Libertadores (1996). In 2000 tekende Sorín een contract bij Cruzeiro, waarmee hij in 2000 de Copa do Brasil veroverde. In 2002 vertrok Sorín naar Lazio Roma. Door financiële problemen kon de Romeinse club de transfersom echter uiteindelijk niet volledig betalen aan Cruzeiro, waardoor Sorín na een half jaar in Italië terugkeerde naar zijn oude club. Vervolgens werd hij van januari tot juli 2003 verhuurd aan FC Barcelona, waar de Argentijn de langdurig geblesseerde Fernando Navarro moest vervangen op de linksbackpositie. Sorín presteerde goed bij FC Barcelona en de club wilde hem definitief overnemen van Cruzeiro. De vraagprijs van 25 miljoen euro vond FC Barcelona echter te hoog en Sorín keerde terug naar Cruzeiro. Daar bleef hij niet lang, want het seizoen 2003/2004 speelde de verdediger op huurbasis bij Paris Saint-Germain. Met deze club won hij in 2004 de Coupe de France. In 2004 werd de Argentijn aangekocht door Villarreal CF. Met deze club leverde Sorín zowel nationaal als internationaal goede prestaties met het behalen van de halve finale van de UEFA Cup (2003/2004), een derde plaats in de Primera División (2004/2005) en het behalen van de halve finale van de UEFA Champions League (2005/2006). Hij bleef tot de zomer van 2006 bij de Spaanse club, waarna Sorín gecontracteerd werd door Hamburger SV. HSV ontbond in 2008 het contract van Sorin, waarna hij terugkeerde naar Cruzeiro. In 2009 besloot Sorín zijn contract in te leveren en te stoppen met voetballen, vooral door zijn blessureproblemen

### Statistieken
| seizoen | club                | land       | competitie            | wed. | goals |
| ------- | ------------------- | ---------- | --------------------- | ---- | ----- |
| 1994/95 | Argentinos Juniors  | Argentinië | Primera División      | 20   | 1     |
| 1995/96 | Juventus            | Italië     | Serie A               | 2    | 0     |
| 1996/97 | River Plate         | Argentinië | Primera División      | 32   | 5     |
| 1997/98 | River Plate         | Argentinië | Primera División      | 20   | 4     |
| 1998/99 | River Plate         | Argentinië | Primera División      | 19   | 1     |
| 1999/00 | River Plate         | Argentinië | Primera División      | 6    | 1     |
| 2000    | Cruzeiro EC         | Brazilië   | Campeonato Brasileiro | 13   | 2     |
| 2001    | Cruzeiro EC         | Brazilië   | Campeonato Brasileiro | 15   | 0     |
| 2002/03 | Lazio Roma          | Italië     | Serie A               | 6    | 0     |
| 2002/03 | FC Barcelona        | Spanje     | Primera División      | 15   | 1     |
| 2003/04 | Paris Saint-Germain | Frankrijk  | Ligue 1               | 21   | 1     |
| 2004/05 | Villarreal CF       | Spanje     | Primera División      | 21   | 4     |
| 2005/06 | Villarreal CF       | Spanje     | Primera División      | 20   | 3     |
| 2006/07 | Hamburger SV        | Duitsland  | Bundesliga            | 24   | 4     |
| 2008/09 | Cruzeiro EC         | Brazilië   | Campeonato Brasileiro | 1    | 0     |

## Nationaal elftal
Sorín werd in 1995 wereldkampioen met Argentinië op het WK onder-20. Hij speelde zijn eerste interland voor het Argentijns nationaal elftal op 14 februari 1995 tegen Bulgarije. Nadien nam de verdediger met zijn land deel aan de Wereldbeker 2002, de Copa América 2004, de Confederations Cup 2005 en de Wereldbeker 2006, met wisselend succes. In 2002 was Argentinië van de grote favorieten voor de wereldtitel, maar Los Gaúchos waren na de groepsronde al uitgeschakeld. Op de Copa América 2004 en de Confederations Cup 2005 bereikte Sorín met Argentinië de finale, maar op beide toernooien was Brazilië in de eindstrijd te sterk. Op het WK 2006 was Sorín aanvoerder bij de Argentijnen en ditmaal werd de kwartfinale gehaald. Duitsland was hierin na strafschoppen te sterk.

## Erelijst
Juventus
- UEFA Champions League: 1995/96

 River Plate
- Primera División: 1996 Apertura, 1996 Clausura, 1997 Apertura, 1999 Apertura
- Copa Libertadores: 1996
- Supercopa Libertadores: 1997

 Cruzeiro
- Copa do Brasil: 2000
- Copa Sul-Minas: 2001, 2002
- Campeonato Mineiro: 2009

 Paris Saint-Germain
- Coupe de France: 2003/04

 Argentinië onder 20
- Wereldkampioenschap voetbal onder 20: 1995

 Argentinië
- Pan-Amerikaanse Spelen: 1995

Individueel
- Zuid-Amerikaans Team van het Jaar: 1996, 2000, 2001
- Bola de Prata: 2000
- Trophée du joueur du mois UNFP: april 2004